# Anni Collan
Anni Sofia Collan, född 13 januari 1876 i Raumo, död 17 april 1962 i Helsingfors, var en finländsk gymnastikpedagog.
Efter att ha utbildat sig till gymnastiklärare i Helsingfors och avlagt gymnastikdirektörsexamen i Stockholm 1899 verkade Collan vid olika läroverk i Helsingfors och vid Helsingfors universitets gymnastikinrättning 1909–1919; blev sistnämnda år gymnastikinspektör vid skolstyrelsen, en befattning hon innehade till 1945.
Collan var en central gestalt inom flickscoutingen bland annat som ledare för det finska flickscoutförbundet 1924–1941. Hon deltog i stiftandet av talrika gymnastik- och kvinnoidrottsföreningar, bland annat Finska kvinnors gymnastikförbund. År 1946 erhöll hon hederstiteln skolråd. 

## Utmärkelser
- Finlands idrottskulturs stora förtjänstkors,  1948[1]
- Riddartecknet av I klass av Finlands Vita Ros’ orden[1]
- Finlands Röda Kors’ förtjänstmedalj i brons[1]

[Redigera Wikidata]